# Damernas fristående i gymnastik vid olympiska sommarspelen 2004
Damernas fristående i gymnastik vid olympiska sommarspelen 2004 avgjordes den 15 och 23 augusti i O.A.C.A. Olympic Indoor Hall.

## Medaljörer
| Gren                | Guld                    | Silver                             | Brons                   |
| Damernas fristående | Cătălina Ponor Rumänien | Nicoleta Daniela Sofronie Rumänien | Patricia Moreno Spanien |

## Resultat

### Final
| Placering | Gymnast                         | Start- värde | Schweiz (SUI) | Italien (ITA) | Belgien (BEL) | Mexiko (MEX) | Nya Zeeland (NZL) | Storbritannien (GBR) | Straff | Totalt |
| --------- | ------------------------------- | ------------ | ------------- | ------------- | ------------- | ------------ | ----------------- | -------------------- | ------ | ------ |
|           | Cătălina Ponor (ROU)            | 10.00        | 9.75          | 9.75          | 9.75          | 9.75         | 9.75              | 9.75                 | —      | 9.750  |
|           | Nicoleta Daniela Sofronie (ROU) | 9.90         | 9.55          | 9.55          | 9.60          | 9.60         | 9.55              | 9.55                 | —      | 9.562  |
|           | Patricia Moreno (ESP)           | 10.00        | 9.50          | 9.50          | 9.45          | 9.60         | 9.50              | 9.40                 | —      | 9.487  |
| 4         | Cheng Fei (CHN)                 | 9.90         | 9.50          | 9.45          | 9.55          | 9.50         | 9.60              | 9.50                 | 0.10   | 9.412  |
| 5         | Daiane dos Santos (BRA)         | 10.00        | 9.55          | 9.55          | 9.45          | 9.45         | 9.45              | 9.45                 | 0.10   | 9.375  |
| 6         | Mohini Bhardwaj (USA)           | 9.70         | 9.30          | 9.30          | 9.35          | 9.30         | 9.30              | 9.40                 | —      | 9.312  |
| 7         | Kate Richardson (CAN)           | 9.90         | 9.40          | 9.35          | 9.35          | 9.45         | 9.50              | 9.45                 | 0.10   | 9.312  |
| 8         | Alina Kozitj (UKR)              | 9.50         | 8.55          | 8.55          | 8.65          | 8.60         | 8.60              | 8.65                 | 0.10   | 8.500  |